# 劣生学
劣生学（英語：Dysgenics）是研究特定人口或物种中，后代缺陷或不利基因累积和保存的学科。 劣生突变已在例如老鼠 和果蝇中证明存在。英文dysgenics 最初作为优生学（eugenics）的反义词而使用。Richard Lynn 博士在Dysgenics：遺傳惡化在現代人群（1996）確定了三個主要的擔憂：人類族群中健康，智力以及責任心的喪失。

## 原因
任何生物的基因都会产生突变，这种突变是多害少利的。自然中，更不适应的个体被淘汰，更适应的个体得以产生更多后代，于是有害突变倾向于被清除，有利突变倾向于扩散。
人口退化有两种解释：工业革命后一般智力因素较低的人群更高的生育率；原本自然选择会筛选掉有害突变，而现代人口中这种选择力量降低。 

## 智商退化
2004年，Richard Lynn的研究認為在美國社會每經過一個世代就有0.9分智商下降。
Meisenberg（2010）發現，在美國雙親的智力和兒童的數量呈負相關，通常那些智力跟受教育程度更高，思想越自由的人生育率就越低，在沒有引進移民的狀態下美國人的智商每隔一代就會下降大約0.8分。

## 其他性状的的退化
1996年Lynn出版了专著Dysgenics: Genetic Deterioration in Modern Populations。他指出了优生学家的三大考虑：健康、智商、公德心的降低。他认为，工业化前的社会中自然选择倾向选择的一些性状，比如高智商，在现今社会已经不再那样。
英文中，“优生学”第一次在1915年由David Starr Jordan作为形容词使用，形容第一次世界大战中的效应。他认为，在现代战争中由于健康的男子比别人更容易死掉，战争只会杀掉平民中的健康男子，却保存残疾人在家。

## 基因缺陷
随着医学的发展和社保的提高，基因缺陷的概率也随着上升。此问题可以通过基因咨询或者产前筛查减轻。

## 其他解决方法
对于人口退化问题的解决，Lynn and Harvey （2008）认为设计婴儿可以在未来有很大的前途。如果有的国家禁止设计婴儿，有钱人会先出国实施，逐渐更多人也会跟随。另外，权威政体可能会通过只允许一定智商之上的人生育。中国大陸的计划生育政策就证明了，权威政体可以控制生育。Geoffrey Miller宣称，用于对抗人口大幅增长的计划生育政策也有利于“降低边缘农民的劣生效应”。然而现实是，一胎政策长期都允许农民生两个孩子。

## 小说中的描写
Cyril M. Kornbluth1951年出版的小说The Marching Morons中，不小心来到未来的两个人，发现人口退化导致人们很笨。 Mike Judge 2006年电影Idiocracy （译名《蠢蛋进化论》）也讲了类似的情节，主角是参加军队冬眠实验计划主角，他到达了500年后，由于高智商的知识分子生育率低，受教育程度低的人生育率高，导致人类智商降低。 Kornbluth的短故事中，文明由一小组天才维持，而在电影Idiocracy中是由自动系统持续。